# Retrográdní analýza
|   | a                                                                                               | b                                                                                               | c                                                                                               | d                                                                                               | e                                                                                               | f                                                                                               | g                                                                                               | h                                                                                               |   |
| 8 | d6 černý věž · e5 bílý král · e3 černý král · f3 černý dáma · g3 černý pěšec · h3 černý střelec | d6 černý věž · e5 bílý král · e3 černý král · f3 černý dáma · g3 černý pěšec · h3 černý střelec | d6 černý věž · e5 bílý král · e3 černý král · f3 černý dáma · g3 černý pěšec · h3 černý střelec | d6 černý věž · e5 bílý král · e3 černý král · f3 černý dáma · g3 černý pěšec · h3 černý střelec | d6 černý věž · e5 bílý král · e3 černý král · f3 černý dáma · g3 černý pěšec · h3 černý střelec | d6 černý věž · e5 bílý král · e3 černý král · f3 černý dáma · g3 černý pěšec · h3 černý střelec | d6 černý věž · e5 bílý král · e3 černý král · f3 černý dáma · g3 černý pěšec · h3 černý střelec | d6 černý věž · e5 bílý král · e3 černý král · f3 černý dáma · g3 černý pěšec · h3 černý střelec | 8 |
| 7 | d6 černý věž · e5 bílý král · e3 černý král · f3 černý dáma · g3 černý pěšec · h3 černý střelec | d6 černý věž · e5 bílý král · e3 černý král · f3 černý dáma · g3 černý pěšec · h3 černý střelec | d6 černý věž · e5 bílý král · e3 černý král · f3 černý dáma · g3 černý pěšec · h3 černý střelec | d6 černý věž · e5 bílý král · e3 černý král · f3 černý dáma · g3 černý pěšec · h3 černý střelec | d6 černý věž · e5 bílý král · e3 černý král · f3 černý dáma · g3 černý pěšec · h3 černý střelec | d6 černý věž · e5 bílý král · e3 černý král · f3 černý dáma · g3 černý pěšec · h3 černý střelec | d6 černý věž · e5 bílý král · e3 černý král · f3 černý dáma · g3 černý pěšec · h3 černý střelec | d6 černý věž · e5 bílý král · e3 černý král · f3 černý dáma · g3 černý pěšec · h3 černý střelec | 7 |
| 6 | d6 černý věž · e5 bílý král · e3 černý král · f3 černý dáma · g3 černý pěšec · h3 černý střelec | d6 černý věž · e5 bílý král · e3 černý král · f3 černý dáma · g3 černý pěšec · h3 černý střelec | d6 černý věž · e5 bílý král · e3 černý král · f3 černý dáma · g3 černý pěšec · h3 černý střelec | d6 černý věž · e5 bílý král · e3 černý král · f3 černý dáma · g3 černý pěšec · h3 černý střelec | d6 černý věž · e5 bílý král · e3 černý král · f3 černý dáma · g3 černý pěšec · h3 černý střelec | d6 černý věž · e5 bílý král · e3 černý král · f3 černý dáma · g3 černý pěšec · h3 černý střelec | d6 černý věž · e5 bílý král · e3 černý král · f3 černý dáma · g3 černý pěšec · h3 černý střelec | d6 černý věž · e5 bílý král · e3 černý král · f3 černý dáma · g3 černý pěšec · h3 černý střelec | 6 |
| 5 | d6 černý věž · e5 bílý král · e3 černý král · f3 černý dáma · g3 černý pěšec · h3 černý střelec | d6 černý věž · e5 bílý král · e3 černý král · f3 černý dáma · g3 černý pěšec · h3 černý střelec | d6 černý věž · e5 bílý král · e3 černý král · f3 černý dáma · g3 černý pěšec · h3 černý střelec | d6 černý věž · e5 bílý král · e3 černý král · f3 černý dáma · g3 černý pěšec · h3 černý střelec | d6 černý věž · e5 bílý král · e3 černý král · f3 černý dáma · g3 černý pěšec · h3 černý střelec | d6 černý věž · e5 bílý král · e3 černý král · f3 černý dáma · g3 černý pěšec · h3 černý střelec | d6 černý věž · e5 bílý král · e3 černý král · f3 černý dáma · g3 černý pěšec · h3 černý střelec | d6 černý věž · e5 bílý král · e3 černý král · f3 černý dáma · g3 černý pěšec · h3 černý střelec | 5 |
| 4 | d6 černý věž · e5 bílý král · e3 černý král · f3 černý dáma · g3 černý pěšec · h3 černý střelec | d6 černý věž · e5 bílý král · e3 černý král · f3 černý dáma · g3 černý pěšec · h3 černý střelec | d6 černý věž · e5 bílý král · e3 černý král · f3 černý dáma · g3 černý pěšec · h3 černý střelec | d6 černý věž · e5 bílý král · e3 černý král · f3 černý dáma · g3 černý pěšec · h3 černý střelec | d6 černý věž · e5 bílý král · e3 černý král · f3 černý dáma · g3 černý pěšec · h3 černý střelec | d6 černý věž · e5 bílý král · e3 černý král · f3 černý dáma · g3 černý pěšec · h3 černý střelec | d6 černý věž · e5 bílý král · e3 černý král · f3 černý dáma · g3 černý pěšec · h3 černý střelec | d6 černý věž · e5 bílý král · e3 černý král · f3 černý dáma · g3 černý pěšec · h3 černý střelec | 4 |
| 3 | d6 černý věž · e5 bílý král · e3 černý král · f3 černý dáma · g3 černý pěšec · h3 černý střelec | d6 černý věž · e5 bílý král · e3 černý král · f3 černý dáma · g3 černý pěšec · h3 černý střelec | d6 černý věž · e5 bílý král · e3 černý král · f3 černý dáma · g3 černý pěšec · h3 černý střelec | d6 černý věž · e5 bílý král · e3 černý král · f3 černý dáma · g3 černý pěšec · h3 černý střelec | d6 černý věž · e5 bílý král · e3 černý král · f3 černý dáma · g3 černý pěšec · h3 černý střelec | d6 černý věž · e5 bílý král · e3 černý král · f3 černý dáma · g3 černý pěšec · h3 černý střelec | d6 černý věž · e5 bílý král · e3 černý král · f3 černý dáma · g3 černý pěšec · h3 černý střelec | d6 černý věž · e5 bílý král · e3 černý král · f3 černý dáma · g3 černý pěšec · h3 černý střelec | 3 |
| 2 | d6 černý věž · e5 bílý král · e3 černý král · f3 černý dáma · g3 černý pěšec · h3 černý střelec | d6 černý věž · e5 bílý král · e3 černý král · f3 černý dáma · g3 černý pěšec · h3 černý střelec | d6 černý věž · e5 bílý král · e3 černý král · f3 černý dáma · g3 černý pěšec · h3 černý střelec | d6 černý věž · e5 bílý král · e3 černý král · f3 černý dáma · g3 černý pěšec · h3 černý střelec | d6 černý věž · e5 bílý král · e3 černý král · f3 černý dáma · g3 černý pěšec · h3 černý střelec | d6 černý věž · e5 bílý král · e3 černý král · f3 černý dáma · g3 černý pěšec · h3 černý střelec | d6 černý věž · e5 bílý král · e3 černý král · f3 černý dáma · g3 černý pěšec · h3 černý střelec | d6 černý věž · e5 bílý král · e3 černý král · f3 černý dáma · g3 černý pěšec · h3 černý střelec | 2 |
| 1 | d6 černý věž · e5 bílý král · e3 černý král · f3 černý dáma · g3 černý pěšec · h3 černý střelec | d6 černý věž · e5 bílý král · e3 černý král · f3 černý dáma · g3 černý pěšec · h3 černý střelec | d6 černý věž · e5 bílý král · e3 černý král · f3 černý dáma · g3 černý pěšec · h3 černý střelec | d6 černý věž · e5 bílý král · e3 černý král · f3 černý dáma · g3 černý pěšec · h3 černý střelec | d6 černý věž · e5 bílý král · e3 černý král · f3 černý dáma · g3 černý pěšec · h3 černý střelec | d6 černý věž · e5 bílý král · e3 černý král · f3 černý dáma · g3 černý pěšec · h3 černý střelec | d6 černý věž · e5 bílý král · e3 černý král · f3 černý dáma · g3 černý pěšec · h3 černý střelec | d6 černý věž · e5 bílý král · e3 černý král · f3 černý dáma · g3 černý pěšec · h3 černý střelec | 1 |
|   | a                                                                                               | b                                                                                               | c                                                                                               | d                                                                                               | e                                                                                               | f                                                                                               | g                                                                                               | h                                                                                               |   |

Retrográdní analýza je technika používaná řešiteli šachových úloh k určení, jaké tahy předcházely dané pozici. Tato technika je zřídkakdy potřeba při řešení běžných šachových problémů, ale věnuje se jí samostatné odvětví kompozičního šachu.
Retrográdní analýza je věcí logické dedukce. Úlohy s retrográdní analýzou mohou po řešiteli požadovat například mat druhým tahem, ovšem jádro problému leží ve vysvětlení historie dané počáteční pozice. To může být důležité třeba k určení, zda je možné provést rošádu nebo brát mimochodem. Jiné úlohy mohou požadovat odpovědi na specifické otázky, například „Je střelec na poli c1 proměněným pěšcem?“.
Někdy je také nutné zjistit, zda je daná počáteční pozice úlohy v souladu s pravidly, to znamená, zda jí mohlo být dosaženo sérií tahů, které neodporují pravidlům šachové hry, bez ohledu na to, zda byly dobré nebo špatné. Jiným odvětvím retrográdní analýzy je nejkratší hra.
Na diagramu vpravo je zobrazen příklad retrográdní analýzy. Řešitel musí vydedukovat poslední tah bílého. Na první pohled se zdá, že úloha nemá řešení — bílý král by na každém poli, z něhož se mohl přesunout, byl ve zdánlivě nemožném dvojitém šachu. Pokud se však zamyslíme více, zjistíme, že pokud by se bílý král pohnul z pole f5, potom by v předchozím tahu černý mohl brát mimochodem pěšce f4xg3. Což znamená, že těsně před f4xg3 musel bílý hrát pěšcem g2-g4. Ještě předtím černý střelec na h3 šachoval bílého krále na f5 a na g2 byl bílý pěšec. Jediná možnost tedy je, že černý pohnul jezdcem g4-e5 s odtažným šachem. Proto poslední tah bílého byl král na f5 bere jezdce na e5. (Celá série tahů byla následující: 1. ... Jg4-e5 odtažný šach 2. g2-g4 f4xg3 dvojitý šach 3. Kf5xe5.)
Všimněte si, že samotný příští tah je v této úloze zcela nepodstatný; černý má na výběr několik relativně triviálních způsobů jak soupeře matovat.

## Částečná retrográdní analýza
|   | a | b | c | d | e | f | g | h |   |
| 8 | e8 černý král · h8 černý věž · f6 bílý střelec · h6 bílý pěšec · d5 bílý věž · f5 bílý král · g5 černý pěšec · h5 bílý pěšec | e8 černý král · h8 černý věž · f6 bílý střelec · h6 bílý pěšec · d5 bílý věž · f5 bílý král · g5 černý pěšec · h5 bílý pěšec | e8 černý král · h8 černý věž · f6 bílý střelec · h6 bílý pěšec · d5 bílý věž · f5 bílý král · g5 černý pěšec · h5 bílý pěšec | e8 černý král · h8 černý věž · f6 bílý střelec · h6 bílý pěšec · d5 bílý věž · f5 bílý král · g5 černý pěšec · h5 bílý pěšec | e8 černý král · h8 černý věž · f6 bílý střelec · h6 bílý pěšec · d5 bílý věž · f5 bílý král · g5 černý pěšec · h5 bílý pěšec | e8 černý král · h8 černý věž · f6 bílý střelec · h6 bílý pěšec · d5 bílý věž · f5 bílý král · g5 černý pěšec · h5 bílý pěšec | e8 černý král · h8 černý věž · f6 bílý střelec · h6 bílý pěšec · d5 bílý věž · f5 bílý král · g5 černý pěšec · h5 bílý pěšec | e8 černý král · h8 černý věž · f6 bílý střelec · h6 bílý pěšec · d5 bílý věž · f5 bílý král · g5 černý pěšec · h5 bílý pěšec | 8 |
| 7 | e8 černý král · h8 černý věž · f6 bílý střelec · h6 bílý pěšec · d5 bílý věž · f5 bílý král · g5 černý pěšec · h5 bílý pěšec | e8 černý král · h8 černý věž · f6 bílý střelec · h6 bílý pěšec · d5 bílý věž · f5 bílý král · g5 černý pěšec · h5 bílý pěšec | e8 černý král · h8 černý věž · f6 bílý střelec · h6 bílý pěšec · d5 bílý věž · f5 bílý král · g5 černý pěšec · h5 bílý pěšec | e8 černý král · h8 černý věž · f6 bílý střelec · h6 bílý pěšec · d5 bílý věž · f5 bílý král · g5 černý pěšec · h5 bílý pěšec | e8 černý král · h8 černý věž · f6 bílý střelec · h6 bílý pěšec · d5 bílý věž · f5 bílý král · g5 černý pěšec · h5 bílý pěšec | e8 černý král · h8 černý věž · f6 bílý střelec · h6 bílý pěšec · d5 bílý věž · f5 bílý král · g5 černý pěšec · h5 bílý pěšec | e8 černý král · h8 černý věž · f6 bílý střelec · h6 bílý pěšec · d5 bílý věž · f5 bílý král · g5 černý pěšec · h5 bílý pěšec | e8 černý král · h8 černý věž · f6 bílý střelec · h6 bílý pěšec · d5 bílý věž · f5 bílý král · g5 černý pěšec · h5 bílý pěšec | 7 |
| 6 | e8 černý král · h8 černý věž · f6 bílý střelec · h6 bílý pěšec · d5 bílý věž · f5 bílý král · g5 černý pěšec · h5 bílý pěšec | e8 černý král · h8 černý věž · f6 bílý střelec · h6 bílý pěšec · d5 bílý věž · f5 bílý král · g5 černý pěšec · h5 bílý pěšec | e8 černý král · h8 černý věž · f6 bílý střelec · h6 bílý pěšec · d5 bílý věž · f5 bílý král · g5 černý pěšec · h5 bílý pěšec | e8 černý král · h8 černý věž · f6 bílý střelec · h6 bílý pěšec · d5 bílý věž · f5 bílý král · g5 černý pěšec · h5 bílý pěšec | e8 černý král · h8 černý věž · f6 bílý střelec · h6 bílý pěšec · d5 bílý věž · f5 bílý král · g5 černý pěšec · h5 bílý pěšec | e8 černý král · h8 černý věž · f6 bílý střelec · h6 bílý pěšec · d5 bílý věž · f5 bílý král · g5 černý pěšec · h5 bílý pěšec | e8 černý král · h8 černý věž · f6 bílý střelec · h6 bílý pěšec · d5 bílý věž · f5 bílý král · g5 černý pěšec · h5 bílý pěšec | e8 černý král · h8 černý věž · f6 bílý střelec · h6 bílý pěšec · d5 bílý věž · f5 bílý král · g5 černý pěšec · h5 bílý pěšec | 6 |
| 5 | e8 černý král · h8 černý věž · f6 bílý střelec · h6 bílý pěšec · d5 bílý věž · f5 bílý král · g5 černý pěšec · h5 bílý pěšec | e8 černý král · h8 černý věž · f6 bílý střelec · h6 bílý pěšec · d5 bílý věž · f5 bílý král · g5 černý pěšec · h5 bílý pěšec | e8 černý král · h8 černý věž · f6 bílý střelec · h6 bílý pěšec · d5 bílý věž · f5 bílý král · g5 černý pěšec · h5 bílý pěšec | e8 černý král · h8 černý věž · f6 bílý střelec · h6 bílý pěšec · d5 bílý věž · f5 bílý král · g5 černý pěšec · h5 bílý pěšec | e8 černý král · h8 černý věž · f6 bílý střelec · h6 bílý pěšec · d5 bílý věž · f5 bílý král · g5 černý pěšec · h5 bílý pěšec | e8 černý král · h8 černý věž · f6 bílý střelec · h6 bílý pěšec · d5 bílý věž · f5 bílý král · g5 černý pěšec · h5 bílý pěšec | e8 černý král · h8 černý věž · f6 bílý střelec · h6 bílý pěšec · d5 bílý věž · f5 bílý král · g5 černý pěšec · h5 bílý pěšec | e8 černý král · h8 černý věž · f6 bílý střelec · h6 bílý pěšec · d5 bílý věž · f5 bílý král · g5 černý pěšec · h5 bílý pěšec | 5 |
| 4 | e8 černý král · h8 černý věž · f6 bílý střelec · h6 bílý pěšec · d5 bílý věž · f5 bílý král · g5 černý pěšec · h5 bílý pěšec | e8 černý král · h8 černý věž · f6 bílý střelec · h6 bílý pěšec · d5 bílý věž · f5 bílý král · g5 černý pěšec · h5 bílý pěšec | e8 černý král · h8 černý věž · f6 bílý střelec · h6 bílý pěšec · d5 bílý věž · f5 bílý král · g5 černý pěšec · h5 bílý pěšec | e8 černý král · h8 černý věž · f6 bílý střelec · h6 bílý pěšec · d5 bílý věž · f5 bílý král · g5 černý pěšec · h5 bílý pěšec | e8 černý král · h8 černý věž · f6 bílý střelec · h6 bílý pěšec · d5 bílý věž · f5 bílý král · g5 černý pěšec · h5 bílý pěšec | e8 černý král · h8 černý věž · f6 bílý střelec · h6 bílý pěšec · d5 bílý věž · f5 bílý král · g5 černý pěšec · h5 bílý pěšec | e8 černý král · h8 černý věž · f6 bílý střelec · h6 bílý pěšec · d5 bílý věž · f5 bílý král · g5 černý pěšec · h5 bílý pěšec | e8 černý král · h8 černý věž · f6 bílý střelec · h6 bílý pěšec · d5 bílý věž · f5 bílý král · g5 černý pěšec · h5 bílý pěšec | 4 |
| 3 | e8 černý král · h8 černý věž · f6 bílý střelec · h6 bílý pěšec · d5 bílý věž · f5 bílý král · g5 černý pěšec · h5 bílý pěšec | e8 černý král · h8 černý věž · f6 bílý střelec · h6 bílý pěšec · d5 bílý věž · f5 bílý král · g5 černý pěšec · h5 bílý pěšec | e8 černý král · h8 černý věž · f6 bílý střelec · h6 bílý pěšec · d5 bílý věž · f5 bílý král · g5 černý pěšec · h5 bílý pěšec | e8 černý král · h8 černý věž · f6 bílý střelec · h6 bílý pěšec · d5 bílý věž · f5 bílý král · g5 černý pěšec · h5 bílý pěšec | e8 černý král · h8 černý věž · f6 bílý střelec · h6 bílý pěšec · d5 bílý věž · f5 bílý král · g5 černý pěšec · h5 bílý pěšec | e8 černý král · h8 černý věž · f6 bílý střelec · h6 bílý pěšec · d5 bílý věž · f5 bílý král · g5 černý pěšec · h5 bílý pěšec | e8 černý král · h8 černý věž · f6 bílý střelec · h6 bílý pěšec · d5 bílý věž · f5 bílý král · g5 černý pěšec · h5 bílý pěšec | e8 černý král · h8 černý věž · f6 bílý střelec · h6 bílý pěšec · d5 bílý věž · f5 bílý král · g5 černý pěšec · h5 bílý pěšec | 3 |
| 2 | e8 černý král · h8 černý věž · f6 bílý střelec · h6 bílý pěšec · d5 bílý věž · f5 bílý král · g5 černý pěšec · h5 bílý pěšec | e8 černý král · h8 černý věž · f6 bílý střelec · h6 bílý pěšec · d5 bílý věž · f5 bílý král · g5 černý pěšec · h5 bílý pěšec | e8 černý král · h8 černý věž · f6 bílý střelec · h6 bílý pěšec · d5 bílý věž · f5 bílý král · g5 černý pěšec · h5 bílý pěšec | e8 černý král · h8 černý věž · f6 bílý střelec · h6 bílý pěšec · d5 bílý věž · f5 bílý král · g5 černý pěšec · h5 bílý pěšec | e8 černý král · h8 černý věž · f6 bílý střelec · h6 bílý pěšec · d5 bílý věž · f5 bílý král · g5 černý pěšec · h5 bílý pěšec | e8 černý král · h8 černý věž · f6 bílý střelec · h6 bílý pěšec · d5 bílý věž · f5 bílý král · g5 černý pěšec · h5 bílý pěšec | e8 černý král · h8 černý věž · f6 bílý střelec · h6 bílý pěšec · d5 bílý věž · f5 bílý král · g5 černý pěšec · h5 bílý pěšec | e8 černý král · h8 černý věž · f6 bílý střelec · h6 bílý pěšec · d5 bílý věž · f5 bílý král · g5 černý pěšec · h5 bílý pěšec | 2 |
| 1 | e8 černý král · h8 černý věž · f6 bílý střelec · h6 bílý pěšec · d5 bílý věž · f5 bílý král · g5 černý pěšec · h5 bílý pěšec | e8 černý král · h8 černý věž · f6 bílý střelec · h6 bílý pěšec · d5 bílý věž · f5 bílý král · g5 černý pěšec · h5 bílý pěšec | e8 černý král · h8 černý věž · f6 bílý střelec · h6 bílý pěšec · d5 bílý věž · f5 bílý král · g5 černý pěšec · h5 bílý pěšec | e8 černý král · h8 černý věž · f6 bílý střelec · h6 bílý pěšec · d5 bílý věž · f5 bílý král · g5 černý pěšec · h5 bílý pěšec | e8 černý král · h8 černý věž · f6 bílý střelec · h6 bílý pěšec · d5 bílý věž · f5 bílý král · g5 černý pěšec · h5 bílý pěšec | e8 černý král · h8 černý věž · f6 bílý střelec · h6 bílý pěšec · d5 bílý věž · f5 bílý král · g5 černý pěšec · h5 bílý pěšec | e8 černý král · h8 černý věž · f6 bílý střelec · h6 bílý pěšec · d5 bílý věž · f5 bílý král · g5 černý pěšec · h5 bílý pěšec | e8 černý král · h8 černý věž · f6 bílý střelec · h6 bílý pěšec · d5 bílý věž · f5 bílý král · g5 černý pěšec · h5 bílý pěšec | 1 |
|   | a | b | c | d | e | f | g | h |   |

Některé úlohy využívají metodu nazývanou „částečná retrográdní analýza“. Historie pozice není u těchto úloh s jistotou určitelná, ale každá z možných alternativních historií vyžaduje odlišné řešení. Úloha na diagramu vlevo je relativně jednoduchým příkladem; jde o mat druhým tahem.
Je zcela nemožné určit, jak černý naposledy táhl, ale je jasné, že buď musel pohnout věží či králem, nebo hrát g7-g5 (g6-g5 není možné, protože by pěšec bílému králi dával šach). To znamená, že buď černý nemůže provést rošádu, nebo bílý může brát pěšce na g6 mimochodem. Protože nelze říci, jaký byl poslední tah černého, řešení má dvě linie:
1. Ke6 a 2. Vd8 mat (pokud černý pohnul králem nebo věží)
1. hxg6 e. p. (s hrozbou 2. Vd8 mat) 1. ... 0-0 2. h7 mat (pokud černý hrál g7-g5)